# Tableta Samjiyon
La Samjiyon ((en hangul, 판형 콤퓨터 삼지연; McCune-Reischauer, p’anhyŏng k’omp’yut’ŏ samjiyŏn)) es una tableta norcoreana con sistema operativo Android, desarrollada por el Instituto de Investigación de Tecnología Multimedia del Centro de Computación de Corea. Es la primera tableta norcoreana que puede captar emisiones de televisión.
La Samjiyon incluye un navegador con soporte para el intranet norcoreano Kwangmyong. Sin embargo, no tiene soporte para conexión mediante Wi-Fi.
Se asume que las tabletas fueron fabricadas en China y que el software fue localizado para Corea del Norte.